# 1962年のメジャーリーグベースボール
以下は、メジャーリーグベースボール（MLB）における1962年のできごとを記す。
1962年4月9日に開幕し10月16日に全日程を終え、ナショナルリーグはサンフランシスコ・ジャイアンツが8年ぶり18度目でサンフランシスコに移転してからは初のリーグ優勝で、アメリカンリーグはニューヨーク・ヤンキースが3年連続27度目のリーグ優勝であった。
ワールドシリーズはニューヨーク・ヤンキースがサンフランシスコ・ジャイアンツを4勝3敗で破り20度目のシリーズ制覇であった。ヤンキースは1923年にワールドシリーズ初制覇してから40年間にシリーズ制覇20回となった。しかし21回目の制覇は15年後となった。
この年からナショナルリーグは、前年のアメリカンリーグに続き10球団に拡張して、ニューヨーク・メッツとヒューストン・コルト45'sが新しくペナントレースに参加し、アメリカンリーグとナショナルリーグとも10球団制で合計20球団となった。コンチネンタルリーグの動きに対応して10球団に増やしたが、その後には12球団への拡張を視野に置いていた。この両リーグ10球団制は1968年まで7年間続いた。
1961年のメジャーリーグベースボール - 1962年のメジャーリーグベースボール - 1963年のメジャーリーグベースボール

## できごと
アメリカンリーグのヤンキースは、前年ホームラン王争いをしたマリスとマントルのMM砲が下降線をたどり始め、マリス(打率.256・本塁打33本・打点100）、マントル(打率.321・本塁打30本・打点89）ともどちらもタイトルには届かなかった。しかしラルフ・テリー (23勝）が最多勝で、ホワイティ・フォードが17勝。これにトム・トレッシュ遊撃手(本塁打20本・打点93)が新人王を獲得し、チームが96勝を挙げてリーグ3連覇となった。リーグMVPにはミッキー・マントルが選ばれ3回目の受賞となった。レッドソックスのピート・ラネル(打率.326)が2度目の首位打者となり、ミネソタに移ったハーモン・キルブルー (本塁打48本・打点126)が本塁打王と打点王となり、カミロ・パスカル投手(奪三振206)が2年連続最多奪三振、 ホワイトソックスのルイス・アパリシオ (盗塁31)が7年連続盗塁王となった。
一方ナショナルリーグは、ジャイアンツとドジャースが最終戦を終えて101勝61敗で並び、プレーオフに持ち込まれ、そのプレーオフで2勝1敗としたジャイアンツがリーグ優勝した。ウィリー・メイズ(打率.304・打点141・本塁打49本）が本塁打王を獲得し、オーランド・セペダ（打率.306・打点114・本塁打35本）、フェリペ・アルー（打率.316・打点98・本塁打25本）が活躍し、投手陣でジャック・サンフォード(24勝）、ビリー・オデル(19勝）、ファン・マリシャル(18勝）、ビリー・ビアース(16勝）と充実していた。このうちファン・マリシャルは前年13勝で頭角を表し、翌1963年は25勝で最多勝で1968年も26勝でこの後1971年まで11年連続10勝以上でジャイアンツのエースとして活躍する。ドジャースのトミー・デービス （打率.346・打点153）が首位打者と打点王、同じドジャースの モーリー・ウィルス が3年連続盗塁王となり、しかもタイ・カッブの記録(盗塁96)を破るメジャーリーグ新記録（盗塁104）を達成してリーグMVPとなった。
ワールドシリーズは、勝ったり負けたりで奇数の1.3.5.7戦はヤンキースが、偶数の2.4.6戦はジャイアンツが勝つ展開となり、ヤンキースが20度目の勝利を収めた。サンフランシスコの天候不順で第6戦が3日間も順延したことで、第5戦で完投したエースのラルフ・テリーが休養十分で第7戦に登板して1-0で完封したことが大きかった。

### ドジャースタジアムの完成
ブルックリンから移ってきた時に、本拠地球場の予定地を既に購入していたが建設までに紆余曲折を経て、待望のドジャースタジアムが完成した。5万2,564人の座席があり、総工費2,200万ドルをかけて1923年のヤンキースタジアム以来の私費での建設であり、「あたかもアーサー王の居城のごとく訪れた人々はこの球場を見上げて感嘆する」とスポーティングニューズ社が形容するほど超デラックス球場と謳われた。両翼330フィート(100メートル）、中堅395フィート（120メートル）の広さでエベッツフィールドやロサンゼルス・コロシアムに比べて投手に有利な球場と言われた。そのドジャースの投手陣はドン・ドライスデールが25勝（最多勝）と最多奪三振232でサイ・ヤング賞を獲得し、左腕の痺れに悩まされたサンディ・コーファックスは14勝どまりだったが最優秀防御率2.54で、投手王国が完成しつつあった。そしてこの年にドジャースタジアムを訪ねた観客は275万5,184人を数えた。

### ニューヨーク・メッツ
ナショナルリーグに加盟したニューヨーク・メッツは、新しい球場が完成するまでジャイアンツが使っていたポログラウンズを使い、実質的なGMにヤンキースにいたジョージ・ワイス、監督にこれまたヤンキース前監督のケーシー・ステンゲルが就任して最初のシーズンを迎えたが、開幕から9連敗し、5月から6月にかけて17連敗して、ステンゲル監督が「野球の出来るやつはここにおらんのか」と言った。終わってみれば40勝120敗、勝率.250。しかし観客動員数は92万2,530人で、エリート意識の強いヤンキースとは違って、ダメなオンボロ球団への庶民的な愛着が、やがて毎年最下位争いをするチームへの応援となって、2年後の1964年にはリーグ優勝したヤンキースを上回る観客を集める人気球団となった。メッツがアッと驚く奇跡を演じたのはこの年から7年後であった。

### ヒューストン・コルト45's
テキサス州はヒューストンにメジャーリーグ球団の設立に際して、2,000万ドルの予算で史上初の屋根付き球場を建設することを住民投票で可決した。この画期的な全天候型球場はやがてドームと呼ばれるが、完成が1965年になるので、それまでの間は隣接地に3万2,000人収容の球場を建設して使うこととし、この球場をコルトスタジアムと名付けた。前年新加盟したアメリカンリーグのエンゼルスと新セネタースは60万人程度しか観客が集まらなかったが、コルト45'sはコルトスタジアムに92万4,456人とメッツと同じ観客動員数を記録した。しかし成績は64勝96敗、勝率.400で8位に終わった。

### メジャーリーガーの年俸
ヤンキースのミッキー・マントルがシーズン終了後の契約更改で年俸が10万ドルになった。ベーブ・ルース以後ではジョー・ディマジオ、テッド・ウィリアムス、スタン・ミュージアル、ウィリー・メイズに次ぐ10万ドルプレーヤーの誕生であった。前年61本の本塁打を打ったロジャ－・マリスは7万ドルであった。この年にリーグ優勝したジャイアンツはオーランド・セベダが4万5,000ドル、ジャック・サンフォードが3万5,000ドル、ハ－ビー・キーンが3万ドル、ウィリー・マッコビーが2万ドルで契約更改している。

## マイナーリーグの再編成
この年5月18日のオーナー会議で翌1963年から新しくマイナーリーグを再編成することが承認された。戦後の野球ブームで1949年にメジャーリーグを除くマイナーリーグが連盟組織として59リーグ・464球団が存在したが、この年をピークにマイナーリーグが減少の一途を辿った。戦前はテレビもラジオも無い時代で近くのマイナーリーグの試合を観戦することが野球を楽しむことであったのが、テレビが発達し全米にメジャーリーグの試合が放送されるにつれてメジャーリーグへの関心が高まり、野球を楽しむことがテレビでヤンキースやドジャース或いはジャイアンツの試合を見て、ミッキー・マントルやテッド・ウイリアムス、ジャッキー・ロビンソンやウィリー・メイズを話題にする時代になると、身近にあるマイナーリーグの試合を見に行くことが無くなったことと、マイナーリーグの球団を持つ都市がやがてメジャーリーグの球団誘致に動き、ブレーブスやブラウンズ、ドジャースやジャイアンツの移転からコンチネンタルリーグの動き、そしてリーグ拡張(エキスパンション)で、この誘致運動が加速化して、マイナーリーグは危機的状況に追い込まれた。1958年には大リーグに所属していないAAA級からD級までのマイナー球団に1球団当たり年間2万2,500～3,000ドルを補助金として送る制度ができてその後増額していたが、抜本的な改革案として従来のAAA級のインターナショナルリーグと無階級とされたパシフィックコーストリーグが「3A級」、AA級とA級は「2A級」、B・C・D級は「1A級」、これに新たに「ルッキー級」を設けて、それまでの6階級制から4階級制に移行して18リーグ・125球団に再編成した。これで1949年の最盛期から1962年までの13年間に41リーグ・339球団が消滅し、AAA級で歴史が古いアメリカンアソシェーションが60年の歴史に幕を下ろした。

## 記録
- この年6月30日に、ロサンゼルス・ドジャースのサンディ・コーファックスが対ニューヨーク・メッツ戦でノーヒットノーランを達成した。自身初の記録であったが、これから1965年までコーファックスは毎年ノーヒットノーランを達成し、1965年の4度目は完全試合であった。
- ドジャースのモーリー・ウィルス遊撃手が3年連続盗塁王と同時に盗塁数を104と伸ばし、19世紀にはニューヨーク・ジャイアンツのモンテ・ウォードとフィラデルフィア・フィリーズのビリー・ハミルトンのシーズン111盗塁の記録があるが、1901年以降の近代野球ではタイ・カッブの1915年に記録した96盗塁を破るメジャーリーグ記録となった。この記録はその後1974年にルー・ブロックが118盗塁に伸ばし、1980年にリッキー・ヘンダーソンが130盗塁に伸ばしている。なおモーリー・ウィルスはこの年にシーズン全試合(162試合)に出場したうえに、ジャイアンツとのプレーオフ3試合も出場し、当時の規則でペナントレースの記録はプレーオフの記録も加算されるため、シーズン165試合出場のメジャーリーグ新記録をも達成した。これは、7年後1969年からのポストシーズンの優勝決定シリーズがペナントレースの記録に加算されなくなったため、今では絶対に破られない記録である。

## その他
- ロサンゼルス・ドジャースが新しい本拠地球場を完成させたこの年の観客動員数は、275万5,184人で、これは1948年にクリーブランド・インディアンスが集めた262万627人を上回るメジャーリーグ記録であった。そしてドジャースの新記録と新規球団のニューヨーク・メッツとヒューストン・コルト45'sがそれぞれ92万2,530人、92万4,456人を集めた結果、ナショナルリーグ全体で1,136万159人を記録し1947年・1958年・1960年に続いて1千万人に達し、過去最高のリーグ観客動員数となった。そしてアメリカンリーグが1,001万5,056人で、両リーグ合計2,137万5,215人に達して、1948年の2,092万842人を超すメジャーリーグ新記録となった。出典：『アメリカ・プロ野球史』第7章　拡大と防衛の時代  201-202P参照

## 最終成績

### レギュラーシーズン
| 順 | チーム                         | 勝利 | 敗戦 | 勝率 | G差  |
| -- | ------------------------------ | ---- | ---- | ---- | ---- |
| 1  | ニューヨーク・ヤンキース       | 96   | 66   | .593 | --   |
| 2  | ミネソタ・ツインズ             | 91   | 71   | .562 | 5.0  |
| 3  | ロサンゼルス・エンゼルス       | 86   | 76   | .531 | 10.0 |
| 4  | デトロイト・タイガース         | 85   | 76   | .528 | 10.0 |
| 5  | シカゴ・ホワイトソックス       | 85   | 77   | .525 | 11.0 |
| 6  | クリーブランド・インディアンス | 80   | 82   | .494 | 16.0 |
| 7  | ボルチモア・オリオールズ       | 77   | 85   | .475 | 19.0 |
| 8  | ボストン・レッドソックス       | 76   | 84   | .475 | 19.0 |
| 9  | カンザスシティ・アスレチックス | 72   | 90   | .444 | 24.0 |
| 10 | ワシントン・セネタース         | 60   | 101  | .373 | 35.5 |

| 順 | チーム                         | 勝利 | 敗戦 | 勝率 | G差  |
| -- | ------------------------------ | ---- | ---- | ---- | ---- |
| 1  | サンフランシスコ・ジャイアンツ | 103  | 62   | .624 | --   |
| 2  | ロサンゼルス・ドジャース       | 102  | 63   | .618 | 1.0  |
| 3  | シンシナティ・レッズ           | 98   | 64   | .605 | 3.5  |
| 4  | ピッツバーグ・パイレーツ       | 93   | 68   | .578 | 8.0  |
| 5  | ミルウォーキー・ブレーブス     | 86   | 76   | .531 | 15.5 |
| 6  | セントルイス・カージナルス     | 84   | 78   | .519 | 17.5 |
| 7  | フィラデルフィア・フィリーズ   | 81   | 80   | .503 | 20.0 |
| 8  | ヒューストン・コルト45's       | 64   | 96   | .400 | 36.5 |
| 9  | シカゴ・カブス                 | 59   | 103  | .364 | 42.5 |
| 10 | ニューヨーク・メッツ           | 40   | 120  | .250 | 60.5 |

### オールスターゲーム
- 第1試合 – ナショナルリーグ 3 - 1 アメリカンリーグ
- 第2試合 – アメリカンリーグ 9 - 4 ナショナルリーグ

### ワールドシリーズ
- ジャイアンツ 3 - 4 ヤンキース

| 10/4 –  | ヤンキース   | 6 | - | 2 |  | ジャイアンツ |
| 10/5 –  | ヤンキース   | 0 | - | 2 |  | ジャイアンツ |
| 10/7 –  | ジャイアンツ | 2 | - | 3 |  | ヤンキース   |
| 10/8 –  | ジャイアンツ | 7 | - | 3 |  | ヤンキース   |
| 10/10 – | ジャイアンツ | 3 | - | 5 |  | ヤンキース   |
| 10/15 – | ヤンキース   | 2 | - | 5 |  | ジャイアンツ |
| 10/16 – | ヤンキース   | 1 | - | 0 |  | ジャイアンツ |

MVP：ラルフ・テリー (NYY)

## 個人タイトル

### アメリカンリーグ
| 項目   | 選手                         | 記録 |
| ------ | ---------------------------- | ---- |
| 打率   | ピート・ラネルズ (BOS)       | .326 |
| 本塁打 | ハーモン・キルブルー (MIN)   | 48   |
| 打点   | ハーモン・キルブルー (MIN)   | 126  |
| 得点   | オルビー・ピアーソン (LAA)   | 115  |
| 安打   | ボビー・リチャードソン (NYY) | 209  |
| 盗塁   | ルイス・アパリシオ (CWS)     | 31   |

| 項目   | 選手                         | 記録 |
| ------ | ---------------------------- | ---- |
| 勝利   | ラルフ・テリー (NYY)         | 23   |
| 敗戦   | チャック・エストラーダ (BAL) | 17   |
| 敗戦   | エド・ラコフ (KCA)           | 17   |
| 防御率 | ハンク・アギーレ (DET)       | 2.21 |
| 奪三振 | カミロ・パスカル (MIN)       | 206  |
| 投球回 | ラルフ・テリー (NYY)         | 298⅔ |
| セーブ | ディック・ラダッツ (BOS)     | 24   |

### ナショナルリーグ
| 項目   | 選手                       | 記録 |
| ------ | -------------------------- | ---- |
| 打率   | トミー・デービス (LAD)     | .346 |
| 本塁打 | ウィリー・メイズ (SF)      | 49   |
| 打点   | トミー・デービス (LAD)     | 153  |
| 得点   | フランク・ロビンソン (CIN) | 134  |
| 安打   | トミー・デービス (LAD)     | 230  |
| 盗塁   | モーリー・ウィルス (LAD)   | 104  |

| 項目   | 選手                           | 記録 |
| ------ | ------------------------------ | ---- |
| 勝利   | ドン・ドライスデール (LAD)     | 25   |
| 敗戦   | ロジャー・クレイグ (NYM)       | 24   |
| 防御率 | サンディ・コーファックス (LAD) | 2.54 |
| 奪三振 | ドン・ドライスデール (LAD)     | 232  |
| 投球回 | ドン・ドライスデール (LAD)     | 314⅓ |
| セーブ | ロイ・フェイス (PIT)           | 28   |

## 表彰

### 全米野球記者協会（BBWAA）表彰
| 表彰         | アメリカンリーグ         | ナショナルリーグ           |
| ------------ | ------------------------ | -------------------------- |
| MVP          | ミッキー・マントル (NYY) | モーリー・ウィルス (LAD)   |
| サイヤング賞 | --                       | ドン・ドライスデール (LAD) |
| 最優秀新人賞 | トム・トレッシュ (NYY)   | ケン・ハブス (CHC)         |

### ゴールドグラブ賞
| 守備位置 | アメリカンリーグ             | ナショナルリーグ           |
| -------- | ---------------------------- | -------------------------- |
| 投手     | ジム・カート (MIN)           | ボビー・シャンツ (HOU/STL) |
| 捕手     | アール・バッティ (MIN)       | デル・クランドール (ML1)   |
| 一塁手   | ビック・パワー (MIN)         | ビル・ホワイト (STL)       |
| 二塁手   | ボビー・リチャードソン (NYY) | ケン・ハブス (CHC)         |
| 三塁手   | ブルックス・ロビンソン (BAL) | ジム・ダベンポート (SF)    |
| 遊撃手   | ルイス・アパリシオ (CWS)     | モーリー・ウィルス (LAD)   |
| 外野手   | ミッキー・マントル (NYY)     | ビル・バードン (PIT)       |
| 外野手   | ジム・ランディス (CWS)       | ロベルト・クレメンテ (PIT) |
| 外野手   | アル・ケーライン (DET)       | ウィリー・メイズ (SF)      |

### その他表彰
| 表彰               | アメリカンリーグ           | ナショナルリーグ       |
| ------------------ | -------------------------- | ---------------------- |
| 最優秀救援投手賞   | ディック・ラディッツ (BOS) | ロイ・フェイス (PIT)   |
| ルー・ゲーリッグ賞 | -                          | ロビン・ロバーツ (PHI) |
| ベーブ・ルース賞   | ラルフ・テリー (NYY)       | -                      |

### アメリカ野球殿堂入り表彰者
BBWAA投票
- ボブ・フェラー (有資格初年度)
- ジャッキー・ロビンソン (有資格初年度)

ベテランズ委員会選出
- ビル・マケシュニー (監督)
- エド・ローシュ